# Cim de Pla Seguelar
El Cim de Pla Seguelar és una muntanya de 2.335,5 metres que fa de límit dels termes comunals de Mentet i de Pi de Conflent, tots dos de la comarca del Conflent, a la Catalunya del Nord.
Es troba en el sector sud - occidental del terme de Pi de Conflent i al central - oriental del de Mentet. És a l'extrem sud del Pla Seguelar, al nord del Roc Miner i del Cim de Pomerola, a ponent del Clot de Pomerola.